# José Eli da Veiga
José Eli Savoia  da Veiga (São Paulo, 14 de maio de 1948) é um agrônomo,  economista e professor brasileiro. 
Em outubro de 1968, era estudante da FFLCH-USP e presidente do Grêmio da Filosofia na mesma Universidade quando ocorreu a chamada Batalha da Maria Antônia, que resultou na destruição do prédio por estudantes do Instituto Presbiteriano Mackenzie ligados ao CCC. Logo depois, José Eli participou do XXX Congresso da UNE (entidade proscrita pelo regime militar), no município de Ibiúna, quando os participantes do evento, inclusive ele próprio, acabaram sendo presos pela Força Pública do Estado de São Paulo e posteriormente fichados pelo  DEOPS da Polícia Civil. Em seguida, a maioria deles foi reconduzida aos Estados de origem. No final de 1968, foi promulgado o AI-5, iniciando-se a fase mais dura da repressão política da ditadura militar. Em abril de 1969 José Eli ainda ocupava a presidência do Grêmio da filosofia quando tentou organizar uma assembleia estudantil para se opor cassação dos professores Florestan Fernandes, Vilanova Artigas entre outros.O seu papel na organização dessa assembleia levou José Eli da Veiga a ser denunciado e condenado a 17 meses e 10 dias de prisão. Antes da Auditoria Militar decidir pela condenação José Eli decidiu por partir para o exílio no final de 1969 e se estabelecer na França. José Eli também integrava a direção estadual do clandestino Partido Comunista do Brasil - Ala Vermelha (maoista). Entre o fim de 1969 e meados de 1972, enquanto estava exilado na França, a Justiça Militar processou e condenou os membros da Ala Vermelha e José Eli foi condenado a dois anos de prisão.
Na França, prossegue seus estudos. Graduado pela École supérieure d'ingénieurs et de techniciens pour l'agriculture (1969-1973), obtém seu mestrado em Economia Agrícola pela Universidade Paris IV - Paris-Sorbonne (1976) e o  doutorado em Desenvolvimento Econômico e Social pela mesma universidade (1979). Com a aprovação da Lei da Anistia em agosto de 1979 retorna ao Brasil em novembro do mesmo ano . Recebe o título de livre-docente pela Universidade de São Paulo (1993). Realizou também estágios pós-doutorais nas universidades de Londres (1989) e da Califórnia, Santa Cruz (1992), na École des Hautes Études en Sciences Sociales (2000), na Università degli Studi di Milano-Bicocca (2005) e na Universidade de Cambridge (2009).
O desenvolvimento sustentável tem sido o centro da sua atenção, desde o início dos anos 1970 (bem antes de o conceito ter sido estabelecido), quando trabalhava no Institut national de la recherche agronomique (INRA), na França, enquanto desenvolvia sua dissertação de mestrado (Os Planos de Desenvolvimento dos Estabelecimentos Agrícolas - Diretiva da CEE). Desde então, o ecodesenvolvimento orienta suas atividades como pesquisador e professor, assim como nos cargos públicos que exerceu. Foi secretário do Conselho Brasileiro de Desenvolvimento Rural Sustentável (2001-2002), superintendente regional do INCRA em São Paulo, (1985-1986). Foi também técnico do Ministério da Agricultura em Portugal (1975-1977). 
É professor titular (aposentado)  do Departamento de Economia da Faculdade de Economia, Administração e Contabilidade da Universidade de São Paulo (FEA-USP) e pesquisador de seu Núcleo de Economia Socioambiental (NESA). É professor do Programa de Pós-Graduação do Instituto de Relações Internacionais da Universidade de São Paulo (IRIUSP) e do Instituto de Pesquisas Ecológicas-IPÊ.
Atualmente é professor sênior do Instituto de Energia e Ambiente da Universidade de São Paulo (IEE/USP) e orientador do Programa de Pós-Graduação em Relações Internacionais).  Autor ou coautor de vários livros e de inúmeros artigos publicados em periódicos científicos nacionais e estrangeiros, é também colunista do jornal Valor Econômico e da revista Página22.

## Livros publicados
- Mundo em Transe: do Aquecimento Global ao Ecodesenvolvimento. Campinas: Editora Autores Associados, 2009.
- Economia Socioambiental. S. Paulo: Senac, 2009 (Org.)
- Aquecimento Global: frias contendas científicas. S.Paulo: Senac, 2008 (org. com Oliveira, S.B. ; Molion, L.C.B. ; Vale, P.M.)
- Desenvolvimento Sustentável: que bicho é esse? Campinas: Autores Associados, 2008. Com Zatz, L.
- A Emergência Socioambiental. S. Paulo: Editora Senac, 2007.
- Transgênicos - sementes da discórdia. S. Paulo: Editora Senac, 2007 (org. com Silveira, J.M.F.J.; Fernandes, G. B. ; Abramovay, Ricardo e Buainain, A.M.)
- O Desenvolvimento Agrícola. 2ª. ed. S. Paulo: Edusp, 2007.
- Meio Ambiente & Desenvolvimento. S. Paulo: Editora Senac, 2006.
- Desenvolvimento Sustentável – o desafio do século XXI]. Rio de Janeiro: Garamond, 2005.
- Do global ao local. Campinas: Autores Associados, 2005.
- A História não os absolverá. Nem a Geografia. Campinas: Autores Associados, 2005.
- Cidades Imaginárias. 2ª ed. Campinas: Editora Autores Associados, 2002
- O Brasil rural precisa de uma estratégia de desenvolvimento. Brasília: Nead, 2001
- A Face Rural do Desenvolvimento. Porto Alegre: Editora da Universidade, 2000
- Agricultura Sustentável. Ibama – Ministério do Meio Ambiente, 2000.
- Ciência Ambiental. São Paulo: Fapesp - Annablume, 1998 (org. com Ehlers, Eduardo e Abramovay, Ricardo).
- Metamorfoses da Política Agrícola dos EUA. São Paulo: Fapesp - Annablume, 1994.
- Desenvolvimento Agrícola - Uma Visão Histórica. São Paulo: Edusp - Hucitec, 1991.
- A reforma que virou suco. Petrópolis: Vozes, 1990.
- O que é reforma agrária. 14ª ed. São Paulo: Brasiliense, 1981.